# Bandeira de Yevreyskaya
A Bandeira de Yevreyskaia ou Bandeira do Óblast Autônomo Judaico é um dos símbolos oficiais do Óblast Autônomo Judaico, uma subdivisão da Federação Russa. Foi aprovada em 1 de outubro de 1996.

## Descrição
Seu desenho consiste em um retângulo de fundo branco de proporção largura-comprimento de 2:3, no qual, em seu centro, estão sete listras estreitas horizontais, de cima para baixo, nas cores vermelho, laranja, amarelo, verde, azul claro, azul e violeta. Cada listra tem largura igual a 1/40 da largura total da bandeira e é separada das demais por listras brancas ainda mais estreitas, cada uma com uma largura igual a 1/120 da largura total da bandeira.

## Simbolismo
- O branco simboliza pureza;

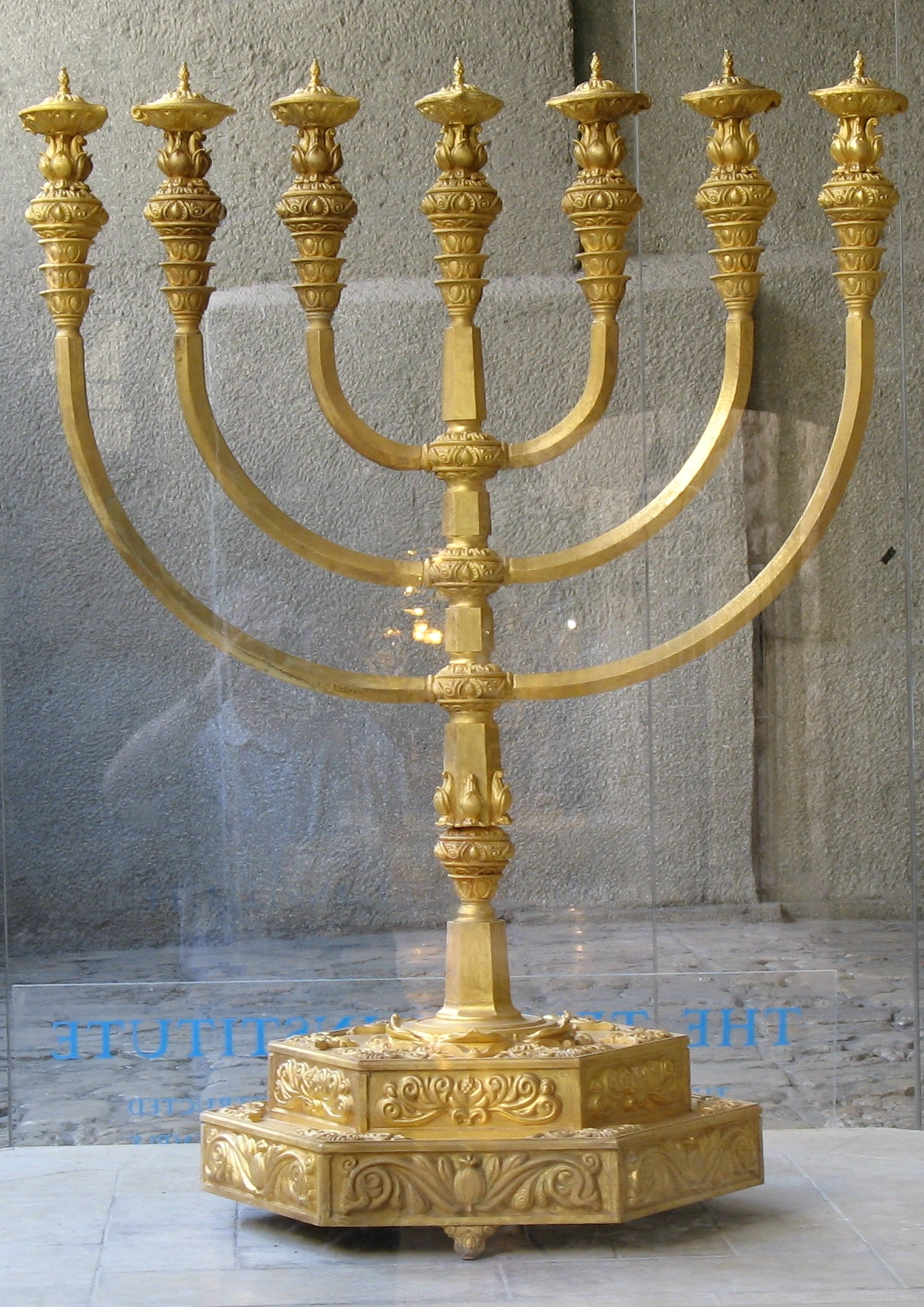
O Menorá é um dos mais conhecido símbolos judaicos, sendo representado na bandeira pelas sete cores do arco-íris.

- O arco-íris é um símbolo bíblico de paz, felicidade e do bem, além de ser considerado o sinal da aliança de Deus com Noé e todos os seres viventes após o dilúvio. Este texto está em Gênesis 9:13 a 9:17 que diz "Dou deveras o meu arco-íris na nuvem, e ele terá de servir de sinal do pacto entre mim e a terra";
- O número de cores do arco-íris (sete) é igual ao número de velas do Menorá, que é um dos símbolos da religião judaica. O Menorá representa a criação do mundo em sete dias.